# Гонсалес, Рубен (пианист)
Рубе́н Гонса́лес (исп. Rubén González; 26 мая 1919, Санта-Клара, Куба — 8 декабря 2003, Гавана) — кубинский пианист. Гонсалес считается одним из основных представителей кубинского музыкального стиля сон. Наряду с Лили Мартинес и Перучином-старшим, Рубен Гонсалес почитается как один из трёх музыкантов, фактически создавших современную кубинскую фортепианную школу.
Рубен Гонсалес получил образование в консерватории Сьенфуэгоса и начал изучать медицину. В 1941 году вследствие финансовых проблем ему пришлось прервать обучение и вернуться к работе пианиста, но не в классическом стиле, а в традиционной кубинской музыке. В 1943 году он, будучи музыкантом конхунто Арсенио Родригеса, участвовал в записи первой для себя грампластинки. Вскоре к нему пришла известность и за пределами Кубы, во всей Латинской Америке.
После того, как в 1980-е годы Рубен Гонсалес практически закончил свою творческую карьеру, в 1997 году она совершила новый виток благодаря альбому, спродюсированному Раем Кудером, и документальному фильму Вима Вендерса, вышедшему в 1999 году. К Рубену Гонсалесу пришла известность в США и Европе. Вместе с Раем Кудером, Компаем Сегундо, Ибраимом Феррером, Элиадесом Очоа и Омарой Портуондо Гонсалес выступил ещё в нескольких концертах по всему миру. Его последние выступления состоялись в 2002 году в Мексике и на Кубе. После этого мучившие его артроз и болезни лёгких и почек вынудили его окончательно завершить свою карьеру. После продолжительной болезни Рубен Гонсалес умер 8 декабря 2003 года в Гаване от последствий тяжёлого артроза.

## Дискография

### Студийные альбомы
- 1955—1956 Orquesta América del 55
- 1975 Aufnahmen mit dem Orchester von Enrique Jorrín
- 1975 Indestructible (mit der Rhythmusgruppe des Orquesta Enrique Jorrín)
- 1978 Estrellas de Areito
- 1996 Introducing…Rubén González
- 1997 A toda Cuba le gusta — the Afro-Cuban All Stars
- 1997 Buena Vista Social Club
- 1999 Indestructible
- 2000 Sentimiento
- 2000 Rubén González and Friends
- 2002 Chanchullo
- 2002 Dos Grandes con la orq. Jorrín (Rubén & Raúl Planas González)